# Komisariat Straży Granicznej „Lubomia”
Komisariat Straży Granicznej „Lubomia” – jednostka organizacyjna Straży Granicznej pełniąca służbę ochronną na granicy polsko-niemieckiej w latach 1928–1939.

## Geneza
Początek działalności Straży Celnej na Śląsku datuje się na dzień 15 czerwca 1922. W tym dniu polscy strażnicy celni w zielonych mundurach i rogatywkach wkroczyli  na ziemia  przyznane Polsce. W nocy z 15 na 16 czerwca 1922 Straż Celna przejęła ochronę granicy polsko–niemieckiej na Śląsku. W ramach Inspektoratu Straży Celnej „Rybnik” zorganizowany został komisariat Straży Celnej „Lubomia”. Komisariat obejmował odcinek graniczny długości 21 kilometrów 500 metrów. Na prawym skrzydle graniczył z komisariatem SC „Łyski”, a na lewym z komisariatem SC „Gorzyce”. Biura komisariatu mieściły się w budynku szkolnym w Lubomi, a funkcjonariusze placówek spotykali się przy skrzynkach służbowych mieszczących się w korytarzach względnie w sieniach budynków. Początkowo służbę pełniono bez broni. Dopiero w połowie lipca strażnicy uzbrojeni zostali w karabiny włoskie.
Placówki komisariatu SC „Lubomia”.
- placówka Straży Celnej „Odra” – strażnik Antoni Smoliński
- placówka Straży Celnej „Buków” – starszy strażnik Marian Sławek
- placówka Straży Celnej  „Ligota Tworkowska” – strażnik Stanisław Luleczka
- placówka Straży Celnej „Nieboczowy” – dozorca Stanisław Gmulski
- placówka Straży Celnej  „Brzezie” – dozorca Franciszek Ekert
- placówka Straży Celnej „Lukasyna” – Franciszek Marszałek
- placówka Straży Celnej „Kobyla” – dozorca Sylwester Zbielski

W marcu 1924 zlikwidowano placówki „Brzezie” i „Ligota Tworkowska”, a w styczniu 1925 na tyłach komisariatu utworzono placówkę „Rzuchowo”. Ta ostatnia zniesiona została w czerwcu 1925.
W 1926 placówki przeniosły swoje siedziby do wynajętych ubikacji. „Odra” funkcjonowała w budynku szkolnym na parterze, „Buków” w budynku szkolnym na pierwszym piętrze, „Nieboszowy” w budynku dworskim w Nowym Dworze, „Lukasyna” w Fabryce Futer i Skór, „Kobyla” w szkole.
W kwietniu 1927 zmieniono nazwę placówki „Lukasyna”  na „Brzezie”.
W marcu 1928 placówka „Nieboczowy” przeniesiona została do Ligoty Tworkowskiej do domu p. Pytlika, zlikwidowano placówki „Odra” i „Kobyla”. Jednocześnie została utworzona placówka II linii „Kornowac”. Po zlikwidowaniu komisariatu SC „Łyski”, jego placówka „Raszczyce” przydzielona została do komisariatu „Lubomia”. 
Kierownicy komisariatu SC
| stopień     | imię i nazwisko  | okres pełnienia służby   | kolejne stanowisko                 |
| ----------- | ---------------- | ------------------------ | ---------------------------------- |
| komisarz    | Walerian Trafas  | VI 1922 – 6 IV 1925      |                                    |
| komisarz    | Paweł Sarwac     | 6 IV 1925 – 15 II 1926   | w Inspekcji Ceł w Poznaniu         |
| podkomisarz | Józef Achtelik   | 15 II 1926 – 10 XII 1927 | w służbie celnej                   |
| nadkomisarz | Józef Krzesiński | 10 XII 1927 – 1928       | kierownik komisariatu SG „Lubomia” |

## Formowanie i zmiany organizacyjne
Z dniem 27 kwietnia 1928 komisariat „Lubomia” przeniesiono do Kornowaca W budynku należącym do Franciszka Złotarza zajęła dwa pomieszczenia na biura komisariatu. Wkrótce zamontowano też telefon połączony z Urzędem Pocztowym w Rydułtowach.
W drugiej połowie 1927 przystąpiono do gruntownej reorganizacji Straży Celnej. W praktyce skutkowało to rozwiązaniem tej formacji granicznej.
Rozporządzeniem Prezydenta Rzeczypospolitej Polskiej Ignacego Mościckiego z 22 marca 1928, do ochrony północnej, zachodniej i południowej granicy państwa, a w szczególności do ich ochrony celnej, powoływano z dniem 2 kwietnia 1928 Straż Graniczną.
Rozkazem nr 4 z 30 kwietnia 1928 w sprawie organizacji Śląskiego Inspektoratu Okręgowego dowódca Straży Granicznej gen. bryg. Stefan Pasławski przydzielił komisariat „Kornowac” do Inspektoratu Granicznego nr 16 „Rybnik” i określił jego strukturę organizacyjną. 
Rozkazem nr 10 z 5 listopada 1929 w sprawie reorganizacji Śląskiego Inspektoratu Okręgowego komendant Straży Granicznej płk Jan Jur-Gorzechowski określił numer i nową strukturę komisariatu.
w 1931 placówkę Straży Granicznej I linii „Ligota” przeniesiono do m. Nieboczowy.
Rozkazem nr 4/31 zastępcy komendanta Straży Granicznej płk. Emila Czaplińskiego z 20 października 1931 przeniesiono siedzibę komisariatu do Lubomi. W nowym miejscu komisariat rozpoczął urzędowanie z dniem 15 listopada 1931.
Rozkazem nr 1 z 25 lutego 1932 w sprawach organizacyjnych komendant Straży Granicznej płk Jan Jur-Gorzechowski przeniósł placówkę II linii Kornowac do Lubomi.
Rozkazem nr 3 z 31 grudnia 1938 w sprawach reorganizacji jednostek na terenach Śląskiego, Zachodniomałopolskiego i Wschodniomałopolskiego okręgów Straży Granicznej, a także utworzenia nowych komisariatów i placówek, komendant Straży Granicznej płk Jan Gorzechowski, działając na podstawie upoważnienia Ministra Skarbu z 14 października 1938, przydzielił placówkę „Olza” z komisariatu „Gorzyce” do komisariatu „Lubomia”.
Rozkazem nr 2 z 16 stycznia 1939 w sprawie przejęcia odcinka granicy polsko-niemieckiej od Korpusu Ochrony Pogranicza na terenie Mazowieckiego Okręgu Straży Granicznej oraz przekazania Korpusowi Ochrony Pogranicza odcinka granicy na terenie Wschodniomałopolskiego Okręgu Straży Granicznej, komendant Straży Granicznej płk Jan Jur-Gorzechowski utworzył placówkę II linii „Gorzyce”.
Rozkazem nr 12 z 14 lipca 1939 w sprawie reorganizacji placówek II linii i posterunków wywiadowczych oraz obsady personalnej, komendant Straży Granicznej gen. bryg. Walerian Czuma zniósł posterunek SG „Pstrążna”.
Rozkazem nr 12 z 14 lipca 1939 w sprawie reorganizacji placówek II linii i posterunków wywiadowczych oraz obsady personalnej, komendant Straży Granicznej gen. bryg. Walerian Czuma wyłączył placówkę II linii „Gorzyce” z komisariatu „Lubomia” i przydzielił ją do Komendy Obwodu „Rybnik”.

## Służba graniczna
We wrześniu 1928 ustalone zostały granice odcinków. Komisariat ochraniał odcinek granicy państwowej długości 32 kilometry 600 metrów od kamienia granicznego nr 103 do kamienia granicznego nr 224. Od 15 listopada 1931 biura komisariatu mieściły się w Lubomi w budynku należącym do p. Józefy Grzybowskiej. Komisariat dzierżawił w nim trzy pomieszczenia. Z dniem 15 grudnia 1934 biuro komisariatu i placówka II linii przeniesione zostało na ulicę Graniczna do budynku należącego do sztygara Franciszka Godoja.
We wrześniu 1935 wspólna komisja polsko-niemiecka ustaliła na terenie komisariatu 14 przejść gospodarczych. Ponadto komisariat na swoim terenie posiadał trzy drogi celne przy Urzędach Skarbowych II klasy: w Raszczycach, Brzeziu i Bukowie.
Sąsiednie komisariaty
- komisariat Straży Granicznej „Rybnik” ⇔ komisariat Straży Granicznej „Gorzyce” − 1928

## Funkcjonariusze komisariatu
| Kierownicy/komendanci komisariatu | Kierownicy/komendanci komisariatu | Kierownicy/komendanci komisariatu | Kierownicy/komendanci komisariatu |
| stopień                           | imię i nazwisko                   | okres pełnienia służby            | kolejne stanowisko                |
| --------------------------------- | --------------------------------- | --------------------------------- | --------------------------------- |
| starszy komisarz SC               | Józef Krzesieński                 | 1928 – 23 I 1929                  | oficer informacyjny IO            |
| nadkomisarz                       | Stanisław Materna (??)            | 1928 – 23 I 1929                  | zwolniony ze SG                   |
| starszy przodownik                | Antoni Smoliński                  | p.o. 21 I 1929 – 20 XII 1929      |                                   |
| komisarz                          | Zygmunt Horyszowski               | 20 XII 1929 – 28 V 1931           | kierownik komisariatu „Knurów”    |
| komisarz                          | Kazimierz Gut                     | 11 VII 1931 – 18 XI 1933          | w kwatermistrzostwie MIOSG        |
| aspirant                          | Jarosław Kurnik                   | 4 XII 1933 – 26 V 1934            | w Pomorskim IO                    |
| podkomisarz                       | Józef Czarski                     | 26 V 1934 – 20 III 1939           | sztab KO „Cieszyn”                |
| aspirant                          | Włodzimierz Wasylewicz            | 29 III 1939 -                     |                                   |
| Zastępcy komendanta komisariatu   |                                   |                                   |                                   |
| starszy strażnik                  | Jan Kich                          | 1 V 1939 –                        |                                   |

## Struktura organizacyjna
Organizacja komisariatu w kwietniu 1928:
- komenda − Kornowac
- placówka Straży Granicznej I linii „Raszczyce”
- placówka Straży Granicznej I linii „Dębicz”
- placówka Straży Granicznej I linii „Ligota”
- placówka Straży Granicznej I linii „Buków”
- placówka Straży Granicznej II linii „Kornowac”

Organizacja komisariatu w listopadzie 1929:
- 2/16 komenda − Kornowac
- placówka Straży Granicznej I linii „Raszczyce”
- placówka Straży Granicznej I linii „Brzezie” nad Odrą
- placówka Straży Granicznej I linii „Ligota” Twerkowska → w 1931 przeniesiona do m. Nieboczów
- placówka Straży Granicznej I linii „Buków”
- placówka Straży Granicznej II linii „Kornowac” → w 1932 przeniesiona do Lubomi